# ジャビール・ハーバート・ムハンマド
ジャビール・ハーバート・ムハンマド（Jabir Herbert Muhammad、1929年4月16日 - 2008年8月25日）は、アメリカ合衆国の実業家にして宗教家である。

## 人物
1929年4月16日、ミシガン州デトロイトにて、ブラック・ムスリム運動『ネーション・オブ・イスラム』の指導者・イライージャ・ムハンマドの息子として誕生した。ジャビール・ハーバートは、父を助け、イリノイ州シカゴにモスク・マーヤムの建立に尽力するなどした。
ジャビール・ハーバートは、ブラック・ムスリムの信者となったプロボクシングの世界ヘビー級王者：カシアス・クレイことモハメド・アリのマネージャーであり、また精神的支柱でもあった。1966年から1981年までアリのマネージャーを務め、1974年にアリがジョージ・フォアマンをザイールのキンシャサで倒して世界王座に返り咲いた時は、アリのマネージメントに尽くした功績を讃えられて全米ボクシング記者協会認定の最優秀マネージャー賞を授与されている。ジャビール・ハーバートはモハメド・アリが現役を引退した後もマネージャーとしてアリの生活を支えた。
ジャビール・ハーバートはボブ・アラムと共同でボクシング・プロモーションオフィスである『トップランク社』を1973年にネバダ州ラスベガスに設立した。
2008年8月25日、イリノイ大学医学部附属メディカルセンターで心臓病の手術を受けた後に容体が悪化して急逝した。79歳没。